# ゲームセンター

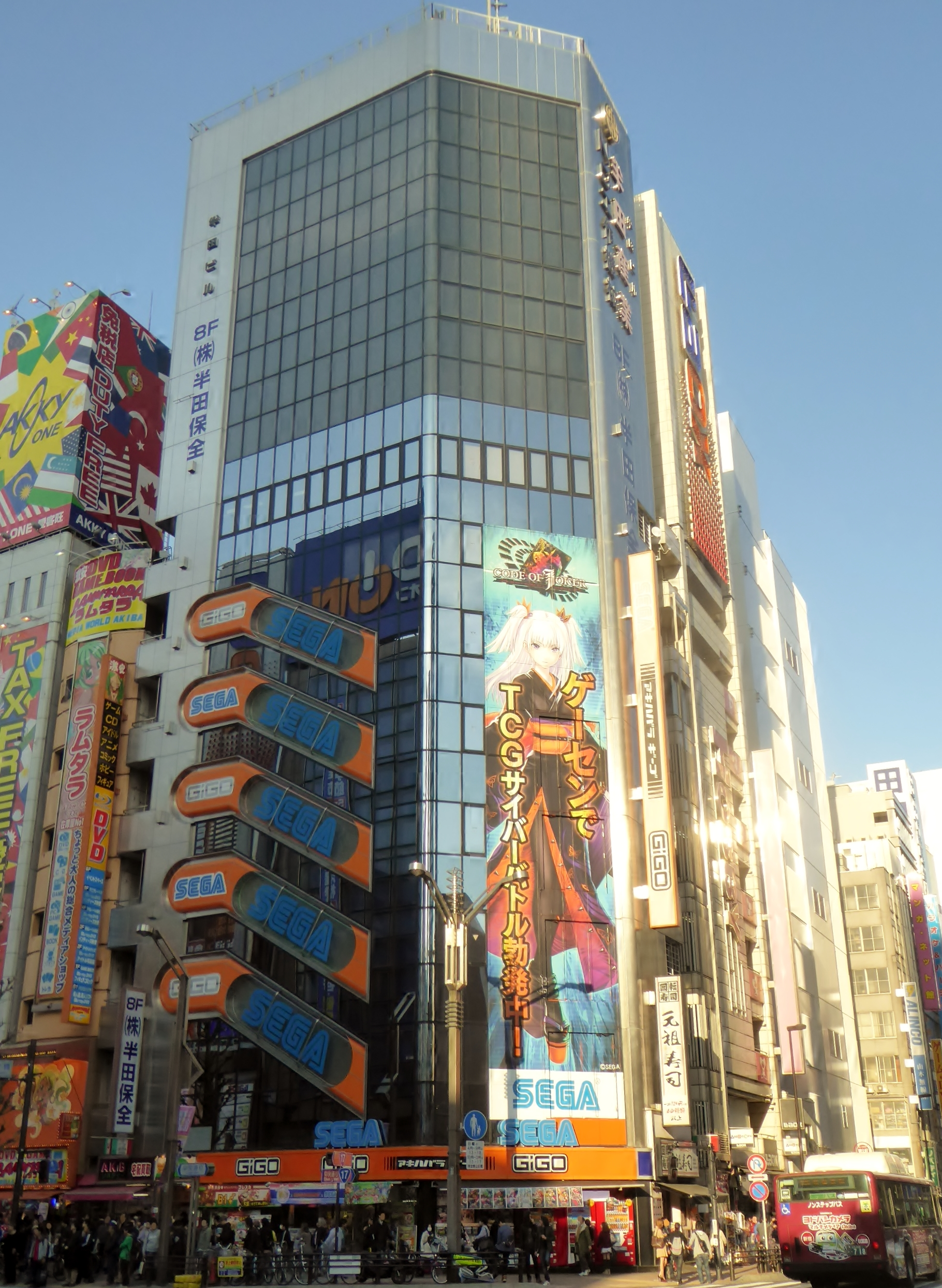
アミューズメント施設例。セガ秋葉原2号館（秋葉原GiGO、セガ エンタテインメント（当時）運営、2015年）

ゲームセンターとは、ゲーム機（アーケードゲーム）などの遊技設備を設置して客に遊技させる営業を行う店舗やそれに類する区画された施設である。略して「ゲーセン」とも称される。この語は和製英語であり、英語ではAmusement arcade（アミューズメント・アーケード）と呼ばれる。業界やメディアでは「アミューズメント施設」という呼称も積極的に用いられており、GENDA GiGO Entertainment、バンダイナムコアミューズメント、タイトー、ラウンドワンのゲームコーナー、ワイドレジャーなど、多くの企業の公式サイト内では、原則として「アミューズメント施設」の呼称を用いている。後述の事業所内を占める遊戯設備の設置面積が風適法で定める物より少ないものは「ゲームコーナー」と呼ばれる。

## 概要
営業に主として供される遊技設備には

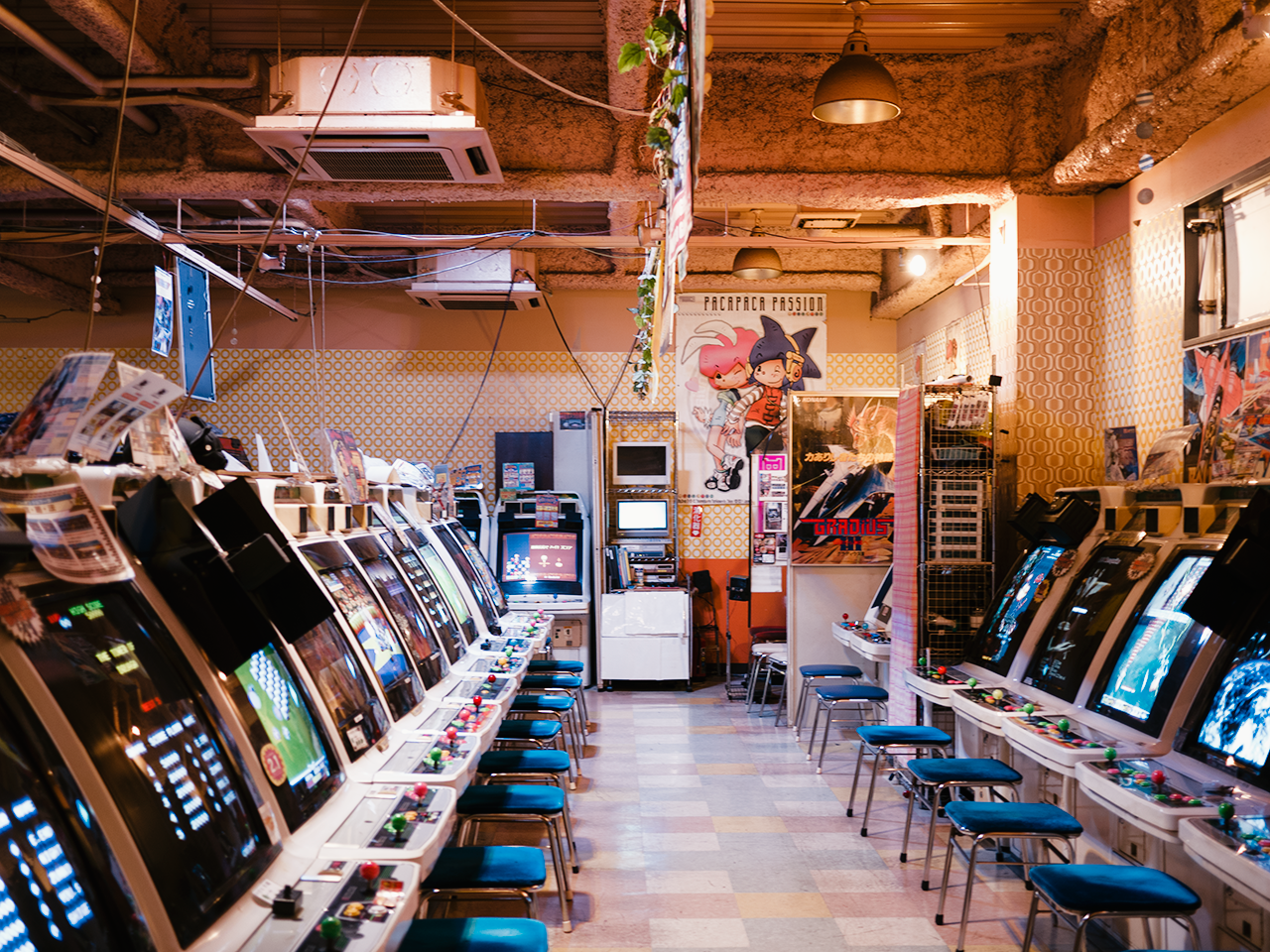
ビデオゲーム設備（以下、上記写真の店舗ではない）

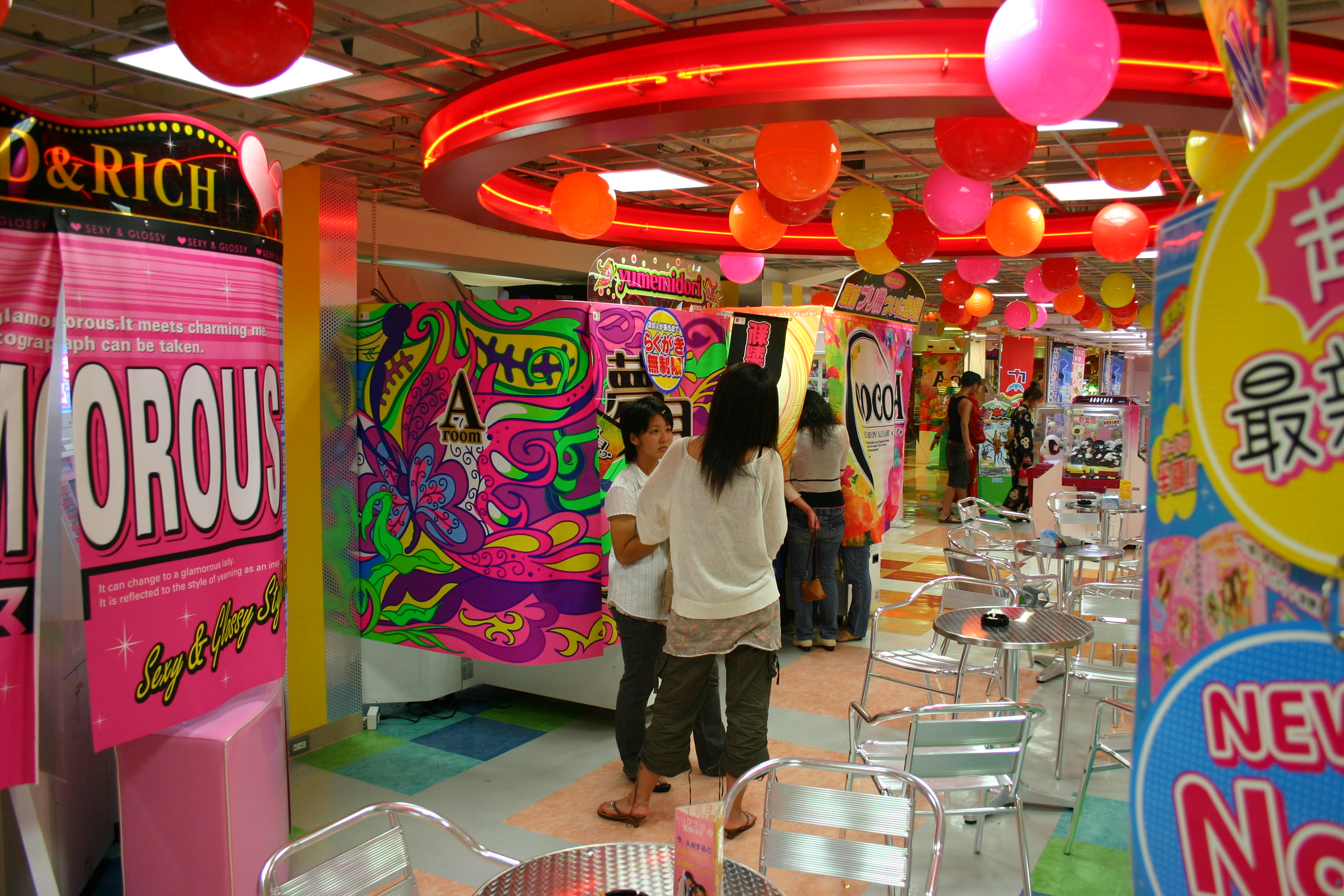
写真シール自販機設備

- ビデオモニターに表示される映像や機械的に再現された状態でゲームを行う、ビデオゲーム（格闘ゲーム、シューティングゲーム、ガンシューティングゲーム、音楽ゲーム、レースゲームなど）
- 小額の景品自体をクレーンやレバーなどでつかむなどして獲得するプライズゲーム（クレーンゲームなど）
- ギャンブルゲームを金銭や景品の授受を伴わずにシミュレートするメダルゲーム（7号転用機のパチンコ・パチスロ、競馬ゲームなど）
- 各種自販機（写真シール自販機・プリント倶楽部、トレーディングカードゲームなど、操作、遊技の結果に関係なく有価物が払い出される機械）
- 自動車の形をした遊具などが一定時間揺れて動く遊具
- 上記を組み合わせた装置

などがあり、運営会社や地域によって設置される設備も大きく異なる。ビデオゲームがまったく設置されておらず、プライズゲームやメダルのみで占める施設も多い。
「ゲームセンター (game center)」という呼称は和製英語で、古くから慣用的に使われているが、日本の業界ではこの呼称を用いず「アミューズメント施設（AM施設）」と呼ぶことがある。特にビデオゲームの設置がない施設で用いられることが多い。
これは1980年代以降、アーケードゲーム業界のトップ企業の一つであるセガの中山隼雄が、当時自身が社長を務めていたセガ系列の施設や業界団体で、イメージの改善を目的として積極的にこの呼称を推進したことによる。また、「アミューズメントスポット」と称される場合もあるが、これは、ゲームセンターに限らない遊園地やボウリング場などの娯楽施設一般を指す場合にも使われている。

## 歴史
ゲームセンターの起源は温泉旅館の内外にあった遊戯施設である。戦前にはすでにあった卓球台や射的場などから派生し、1960年代にはメダルゲームやピンボールゲーム等が置かれはじめ、親子や会社の仲間の親睦に供されていた。また、同時期にデパートの屋上に同様のメダルゲーム等が置かれ、集客に効果を発揮した。また、遊園地にもこういったゲームが置かれたゲームコーナーが出現し、各種施設のおまけ的な位置付けで置かれていた。
1972年にメダルゲームによって射幸心をあおり、ギャンブルに近い雰囲気を楽しむ施設が大都市の繁華街に出現した。メダルが他のものに換金不可能であったため、通常の店舗として運営されていた。この頃は、チェーン展開もなく業界としての連携もなかったため機器の販売者も施設の運営者も零細業者であった。
日本においてゲームセンターの転換点となったのは1978年8月にタイトーが製造販売したインベーダーゲームである。空前の大ヒットを記録し、これ以降、ゲームセンターはビデオゲームを中心に運営されていく。それまで、ゲームセンターは一時の暇つぶしとして脇役のポジションであったが、インベーダーゲームの登場によってゲームすること自体が目的となり、主役に躍り出ることとなった。これ以前からゲームセンターには、ある程度ビデオゲームは存在していたが、インベーダーゲームが起爆剤となって、ゲーム業界が機械産業から電子産業に切り替わった瞬間でもある。会社の規模が必要な電子産業となったことでゲーム機販売業者の淘汰が始まった。
その後、ビデオゲームは急速な進歩を遂げ、ビデオゲームによる賭博が1981年頃から急増し大きな社会問題となった。また、ビデオゲーム拡大以降ゲームセンターの治安が悪化し、こちらも問題とされた。そのため、1984年8月にビデオゲームを扱うゲームセンターを警察の監督下に置くことを目的として従来の「風営法」は「風適法」に改正され、ゲームセンターは風俗営業となった。これ以後、ゲームセンターは、警察の許可が必要となり、深夜の営業ができなくなった。
従来からあった前述のおまけ的なゲームコーナーの救済として「事業所の床面積に対し、機器の設置面積の占める割合」が10%未満であれば「風適法」から除外される措置が取られ、ゲームコーナーの絶滅は免れた。
平成に入り、ゲームセンター第2の転換点となったのが、1995年7月にアトラスが製造販売したプリクラである。テレビで取り上げられたこともあって翌年には大ブームとなり、ゲームセンターの雰囲気を一変させた。プリクラのユーザーは女性が大半であり、それまでゲームセンターを担ってきた男性を脇に追いやる形で、急激に店内が明るくカラフルになっていった。ほぼ同時期に、セガが製造販売していたUFOキャッチャーがぬいぐるみ等のキャラクターグッズを景品としたことで女性を中心に受け入れられヒットしたこともゲームセンターの雰囲気の変化に拍車をかけた。この大規模な変化についていけず、各地の小規模チェーン店はこの時期に多くが脱落し、ゲームセンター業界で寡占化が進んだ。
21世紀に入ると家庭用ビデオゲーム機の性能が大幅に上がり、ゲームセンターでしかできないビデオゲーム体験がほぼ無くなった。このことにより単純なビデオゲームはゲームセンターから減少し、アトラクション型のビデオゲーム機がほとんどを占めるようなった。ここに至り、ゲームセンターは「風適法」施行時の面影はなく、家族で楽しめる場となっているところが多い。

## 米国のゲームセンター

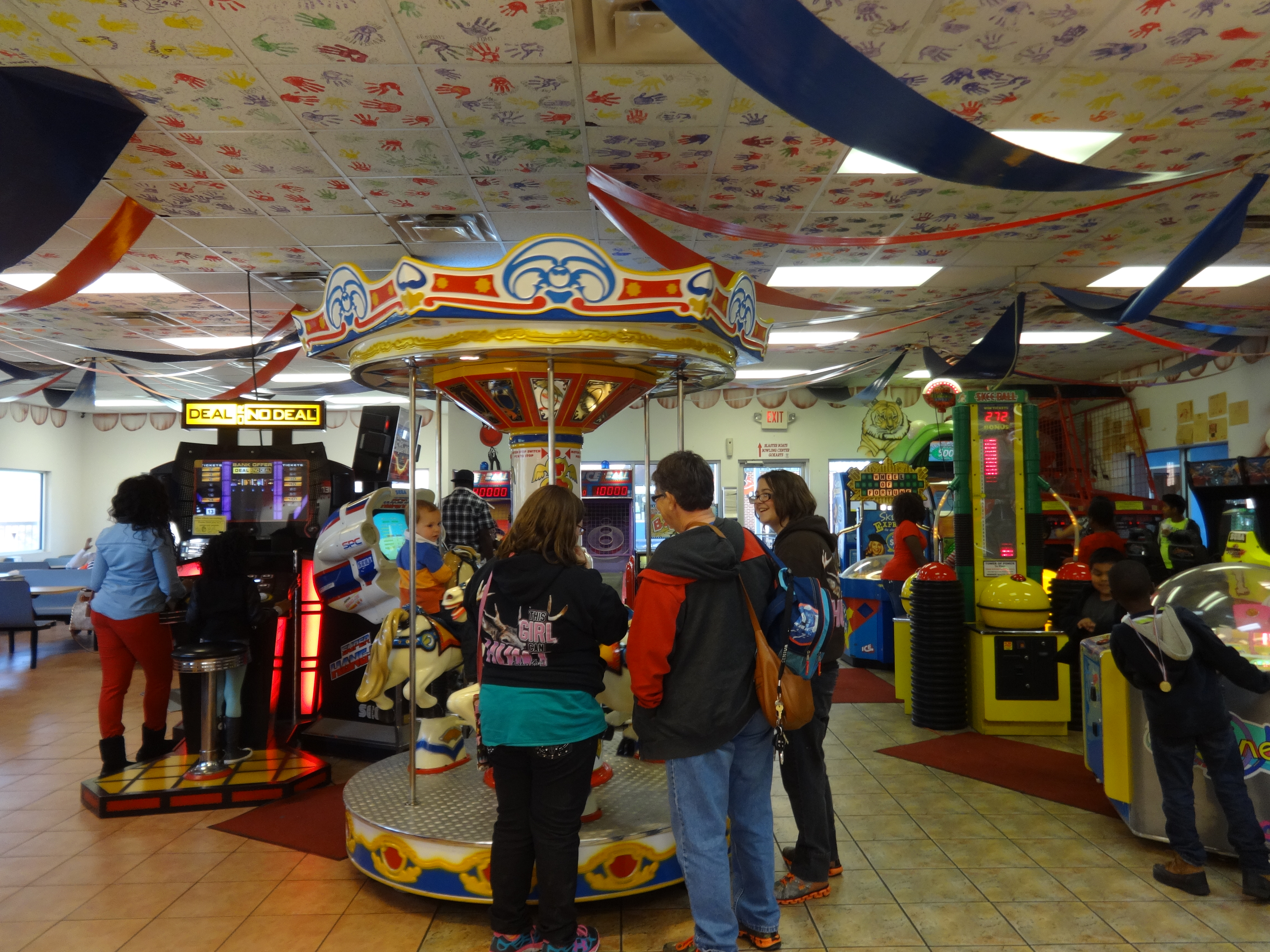
アメリカのゲームセンター店内の一例（2015年）

米国では、ゲームセンター（英語：Amusement arcade（アミューズメント・アーケード））の運営許可を受けるには各都市における条例などに従う必要がある。筐体1台ごとに運営税が課税されるほか、ゲーミングマシンの設置も禁止している。ニューヨーク市の場合、筐体設置台数が9台以下の場合は運営許可が不要であるが、筐体設置台数が10台以上の場合は運営許可が必要となる。また、授業日の9時～15時に18歳未満の者を入場させることも禁止している。
世界初の商用ビデオゲームはナッチング・アソシエーツ社が1971年に発売した『コンピュータースペース』とされている。この『コンピュータースペース』は生産台数約1,500台と少なめで、あまりヒットしなかったものの後世のゲーム文化に与えた影響は大きかった。
なお、コンピュータゲームの原型はさらに古く、1958年に米国のブルックヘブン国立研究所で物理学者のウィリアム・ヒギンボーサムがオシロスコープを使って製作したテニスゲーム『Tennis for Two』とされている。これは業務用に制作されたものではなく、ブルックヘブン国立研究所の定期公開日の見学者向けにあり合わせの機材で製作されたものであったが予想外の人気を博した。
1972年にアタリ社からゲームシステム『ポン』が発表されて大ヒットし、この『ポン』がアーケードゲームの元祖と呼ばれている。
日本企業の中にはラウンドワンなど北米へ進出している企業もあるが、バンダイナムコホールディングスは2021年3月1日に、新型コロナウイルス感染症による影響により、同年3月限りで子会社であるNAMCO USA INC.が手がけている北米におけるアミューズメント施設事業を現地企業へ譲渡したうえで、北米におけるアミューズメント施設事業から撤退することを発表した。NAMCO USA INC.が手がけていたアミューズメント施設は大半がレベニューシェアであったという。NAMCO USA INC.は2022年3月期中にBANDAI NAMCO Amusement America Inc.へ吸収合併される予定であるほか（北米におけるアーケードゲーム機販売事業は継続）、北米における旗艦店であった「PAC-MAN ENTERTAINMENT」も、同年4月にラウンドワンとGENDAの合弁会社であるKiddleton Inc.へ譲渡された。バンダイナムコホールディングスの北米におけるアミューズメント施設事業からの撤退は新型コロナウイルス感染症による影響のほかにも、日本国内における事業会社であるバンダイナムコアミューズメントとは対照的に、北米におけるIP（知的財産）の認知不足やそれを活用した運営が成功しなかったという。

## 韓国のゲームセンター

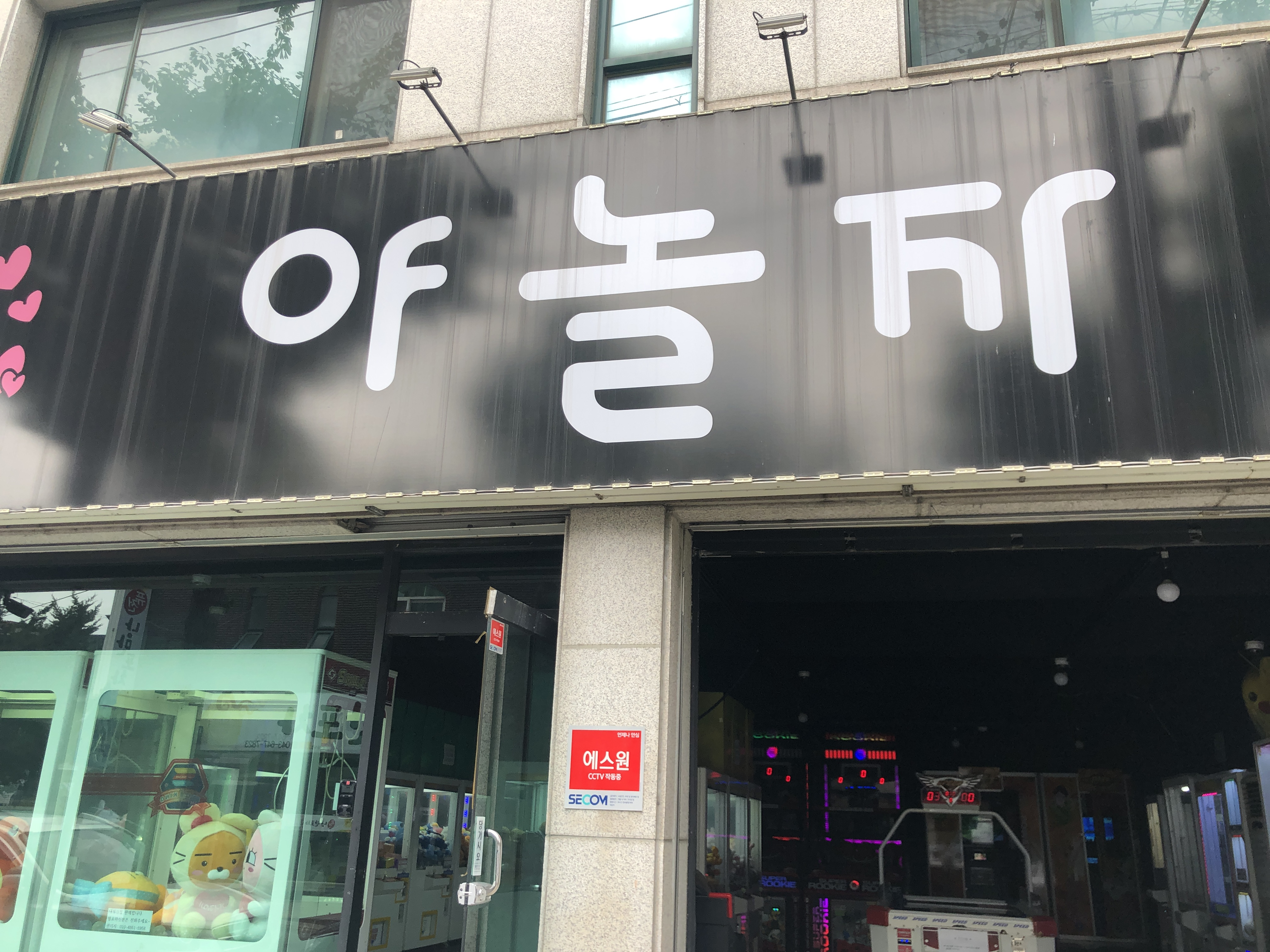
韓国のゲームセンターの一例

韓国のゲームセンターは「娯楽室」と呼ばれる。規制に関しても家庭用ゲームソフトやオンラインゲームと同様にゲーム産業振興法の適用を受ける。営業可能時間は9時から24時までとなっており、0時から9時までは営業が禁止されている。また、18歳未満の者は22時以降の入場が禁止されている。クレーンゲーム専門店は、ほとんどが24時間営業の無人店舗であるため、22時から翌朝9時にかけての18歳未満の者の入場が問題となっている。
2000年代から店舗が増加し、『鉄拳シリーズ』により売り上げが増加していった。また、「徹夜イベント」と称してスペースを貸し出しているケースもある。
オンラインソーシャルゲームや家庭用ゲームのオンライン対応化の影響から市場が減少しており、2018年からの2年間で約30店舗が閉店に追い込まれている。店舗の中には、クレーンゲームや1人カラオケの増設で増収を図っている店舗もある。
このように韓国では法律面ではコンシューマーゲームと一体化されている。

## 台湾のゲームセンター
台湾のゲームセンターは「電子遊戯場」と呼ばれる。2000年に施行された電子遊戯場業管理条例の規制を受ける。この規制はゲームセンターのほかにもパチンコ屋にも適用される。
運営を行うには、ゲームセンター営業免許のほかにも、アーケードゲーム機を販売する企業はアーケードゲーム機販売免許を受けなければならない。設置可能な機種に関しても、ゲームセンター営業免許がなくても設置可能な「規制なし」（音ゲーやトレーディングカードゲーム）、設置にはゲームセンター営業免許や許認可が必要である「普通級」（ビデオゲームや大型筐体ゲーム）「限制級」（メダルゲームやパチスロゲーム）の3つに分かれている。このうち「限制級」の機器を設置しているフロアはパチンコ屋と同様に扱われ、18歳未満の者は日本の第4号営業同様に立入禁止となるほか、「普通級」の機器を設置しているフロアは、15歳未満の者は22時以降の立入が禁止されている。このため、台湾のゲームセンターは、日本でいう第4号営業と第5号営業が混在した事業状態となっている。台湾では子供向けのリデンプションマシンの稼働が認められている。
台北市では、馬英九が台北市長に就任して以降、ゲームセンターの営業許可が下りないとされ、台中市や高雄市などの地方都市ではゲームセンターの営業許可が取りやすいとされる。メダルゲームは、日本の第4号営業同様に景品との交換が可能である。セガの台湾子会社である世雅育樂股份有限公司(Sega Amusements Taiwan、現：Sega Taiwan Ltd.)は、「日系遊戯場」としてゲームセンター3店舗を運営していたが、Sega Amusements Taiwanが手掛けていたゲームセンター事業は2021年12月1日付でGENDA SEGA Entertainmentの子会社である台灣聚思怡股份有限公司（株式会社GSE台湾）へ譲渡された。これに伴い、Sega Amusements Taiwanが手かける事業は、キッズカードアーケードゲーム事業とコンシューマ事業のみとなった。
このように台湾では、日本でビデオゲームや体感ゲームに分類されているジャンルのうち、『maimai』などの「規制なし」に分類されるアーケードゲームはゲームセンター営業免許がなくても設置可能なのに対し、『頭文字D ARCADE STAGE』『三国志大戦』などの「普通級」に分類されるアーケードゲームはゲームセンター営業免許や許認可を受けた店舗にしか設置できないほか、「限制級」に分類されるメダルゲームはパチンコ・パチスロと同じ扱いを受けるなど、規制によって明確化されている。

## 日本のゲームセンター
風俗営業等の規制及び業務の適正化等に関する法律（以下「風適法」）第2条では、性風俗関連特殊営業以外の風俗営業を第1号から第5号までの5種類に分類しており、ゲームセンターはこのうちの「第5号」に属する。ゲームセンターを運営するにあたっては、一定規模未満のシングルロケを除いて、監督官庁である公安委員会の許可を要する。
2023年時点で許可を受けている合計営業所数は3,915軒で、ゲーム喫茶やカジノバー、あるいはアミューズメントパークなど、ゲームセンターとは異なる業態も含んでいる。なお、警察庁は許可を受けている営業所のうち、ゲームセンター単独で営業している店舗を「専業店」、パチンコ屋などに併設され、かつ一定規模を超えた店舗を「併設店」として区分している。同調査によると2023年時点で許可を受けている専業店の数は2,321軒。
「併設店」まで入れた合計営業所の場合、インベーダーブーム直後の1980年の5万7,404軒をピークに急激に減少し、1985年には半分ぐらいになっていた。「専業店」の場合、インベーダーブーム前後は3,000～4,000軒ぐらいだったが、1984年から急激に増え、1986年には7,105軒まで増える。その後もW字型の成長を続け、1996年にピークを迎え7,878軒まで増える。日本アミューズメント産業協会では、風適法の許可を受けている営業所とシングルロケの合計数を公表しており、2019年度における風適法の許可を受けている営業所とシングルロケの合計数は、1万2,212店となっている。
家庭用ゲーム機のファミリーコンピュータが誕生した1983年より前までは、ゲームセンターの事を「不良の溜まり場」といった認識をもつ人が少なくなかった。1991年にストリートファイターIIが大ブームを起こし、1994年にプレイステーションやセガサターンといった32ビットのCPUが搭載された家庭用ゲーム機が普及した。この時期を境にゲームセンターに足を運ぶ人が増え、道徳的に良くない印象をもつ人は、ほとんどいなくなっている。
余暇開発センターの『レジャー白書』によると、ゲームセンター・ゲームコーナーの市場規模は1992年に6,000億円でピークを迎えていて、W字型で1996年～1997年に掛けて僅差値の5,960億円まで回復するが、再度縮小する。帝国データバンクの調査によれば、2008年以降、オンラインソーシャルゲームの影響で再度市場が縮小しており、2007年の6,780億円をピークとして2018年の市場規模は4,550億円と、11年で約40%減となっている。
店内でどんなことに興味をもつ人が多かったのかに関して、ゲーム雑誌、ファミ通がアンケートで調査を行った結果、プライズマシンのUFOキャッチャーとプリント俱楽部のふたつが群を抜いて多かった。また、アーケードゲームでは対戦型格闘ゲームと落ち物パズルゲームの人気が高く出ていた。
スクウェア・エニックス・ホールディングスの当時の社長であった和田洋一は2009年2月に行った2009年3月期第三四半期の決算発表において、子会社であるタイトーならびにゲームセンター全体の不振について言及し、「構造的な問題がある」とコメントした。さらに和田は構造的な問題点として、「景気がいいと全員が同じところに走ってしまう」という点を指摘。「リーマン・ショックまでは業界全体で店舗や機械の供給過剰が起きていた」「同じ物件でも、ゲームセンターと他業種では賃料が違っていた」「筐体自体の原価高騰により、それに伴って運営者の損益が悪化し、融資を受けられなくなった運営者は撤退するという悪循環に陥る」と指摘した。このためタイトーは、フランチャイズ店展開を一時中止していたほか、タイトー、ナムコ（のちのバンダイナムコアミューズメント）、セガ（2012年10月にGENDA GiGO Entertainmentへ事業移管）は2008年から2009年にかけて大幅な店舗削減を実施した。中でもGENDA GiGO Entertainmentの店舗は、セガ アミューズメント運営時代末期である2004年9月時点には463店舗あったが、2021年現在は200店舗を割り込んでいる（ゲームセンター以外の店舗も含む）。2008年から2009年にかけては、アリサカが2008年6月に会社更生法適用を申請したほか（事業は他社へ譲渡、アリサカの受け皿会社であったアール・アール・ビーも2014年12月に破産手続開始決定）、2009年1月には大長商事（のちのルルアーク）が民事再生法適用を申請するに至った（大長商事は事業を継続しながら自主再建を図り、2013年1月に民事再生手続結了）。アトラス（旧社）も、2009年12月にゲームセンター事業をNEWS（のちのレジャラン）へ譲渡して撤退した。
ほとんどの施設では100円など「ワンコイン」で遊べる設定にしているため値上げが難しく、2014年4月の消費税増税分は価格転嫁がほとんどできておらず、2015年に赤字決算となった企業は41.8%であった一方で、増収に転じた企業は2016年以降増加している。建物（所有・賃貸共）や所有しているアーケードゲーム筐体は、会計上では有形固定資産として扱われるため減価償却を行わなければならず、減価償却の度合いによっては運営企業の赤字幅が拡大するケースも少なくない。
2021年における主要運営企業（株式上場企業や決算を公表している企業など）における決算は、新型コロナウイルス感染症の影響により、ほとんどの企業が減収・営業赤字・最終赤字となり（ゲームセンター事業以外の事業も含む。赤字の要因は減損損失や一時休業費用など異なる）、ほとんどの企業で純資産額や自己資本比率が減少した。カプコンのゲームセンター事業ならびに共和コーポレーションは減収・営業黒字となったほか（カプコンは他部門も含めて最終黒字、共和コーポレーションは最終赤字）、コーエーテクモウェーブは前年から増収に転じた。その一方で、ラウンドワンとイオンファンタジーは自己資本比率が前年から大きく下回ったほか、GENDA SEGA Entertainmentは純資産額が前年の3分の1にまで減少した。
日本アミューズメント産業協会が取りまとめた2019年の「オペレーション売上構成比」によれば、売上の55%がクレーンゲームで占めている。一方で、1993年に売上の34%を占めていたビデオゲームによる売り上げは、2019年にはわずか12％にまで減少したほか、メダルゲームによる売り上げも、2006年の28%から2019年には16%にまで減少した。特にビデオゲームにおける売上の低下は大きく、1997年以降はクレーンゲームに、2001年以降はメダルゲームにそれぞれ売上で下回っている。
2019年におけるオペレーション売上構成比は、割合が高い順に以下の通りとなっている。
- クレーンゲーム - 55%
- メダルゲーム - 16%
- ビデオゲーム - 12%
- アミューズメントベンダー（1995年に統計開始）- 5%
- キッズカードゲーム（2003年に統計開始）- 5%
- 音楽ゲーム（1997年に統計開始）- 4%
- 乗り物 - 1%
- その他AM機 - 1%
- ガチャガチャ（AM施設内のみ、2013年に統計開始）- 1%

風適法の許可を受けている営業所における店舗別の筐体設置台数に関しても、101台以上を設置している店舗は増加傾向にあるほか、11台～50台を設置している店舗は横ばい傾向にある。反対に10台以下の店舗ならびに51台～100台の店舗は毎年減少を続けている。特に2016年に31.1%を占めていた10台以下の店舗は大幅な減少が目立っており、2017年以降は101台以上を設置している店舗の割合が一番多い。このように近年では、店舗の大型化を進めているメーカー系や株式上場企業など大手企業と、ビデオゲーム中心の店舗や100台以下の小規模店舗が中心となっている中小企業との差は拡大傾向にあり、特にビデオゲーム中心の店舗や100台以下の小規模店舗は淘汰傾向にある。
店舗展開に関しても、「スペースインベーダー」がブームとなった1970年代後半は駅前型の小規模店舗が多かったが、1980年代から1990年代にかけて、大規模小売店舗法の緩和に伴い、ロードサイド店舗が増加した他、2000年代には郊外型ショッピングセンターへの出店が増加したと同時に、駅前型の小規模店舗は衰退の一途を辿った。2006年にまちづくり3法が改正されたのを機に、タイトーなどの大手企業が駅前型の都市型大規模店舗を相次いで開業させるなど、駅前型の店舗は回帰傾向にある。
2019年9月時点におけるゲームセンターの倒産件数は、2014年4月の消費税増税後では2番目に多い11件に上っており、ケイ・キャット（破産）やザ・サードプラネット（民事再生法、事業はスポンサー企業が設立したサードプラネットへ譲渡）などが倒産した2015年の14件に迫る勢いとなっている。2020年4月には、エターナルアミューズメントが過去最大となる約84億円の負債で経営破綻（破産）するに至った。2022年5月には、スガイディノスが約23億円の負債（民事再生法、ゲームセンター事業はスポンサーであるGENDA GiGO Entertainmentへ譲渡）で経営破綻するに至った。業界における自己資本比率は、2020年現在で平均26%となっている。
2020年に入ると新型コロナウイルス感染症の感染拡大に伴う外出自粛などの影響で客足が激減し、さらに店舗が減少した。このため、バンダイナムコホールディングスとセガサミーホールディングスはゲームセンター事業も含めたアミューズメント関連事業の構造改革を行っており、バンダイナムコホールディングスは前述の通り、北米におけるアミューズメント関連事業をアーケードゲーム機販売事業のみとすることを発表したほか、セガサミーホールディングスも、セガグループの子会社であり、業界3位であるセガ エンタテインメントの株式85.1%が2020年12月30日にセガグループからGENDAへ譲渡されたと同時に、セガサミーグループは日本国内におけるゲームセンター事業から撤退した。セガサミーホールディングスは他にも、海外事業においても、セガの子会社であり、欧米地域でアーケードゲーム機の販売を手がけていたSega Amusements International Limited全株式も2021年3月に経営陣へ譲渡され、セガの欧米における事業はコンシューマ事業のみとなった他（アーケードゲームの現地の販売代理店への供給は継続）、セガの台湾子会社であるSega Amusement Taiwanも、前述のとおりゲームセンター事業をGENDA SEGA Entertainmentの台湾子会社である台灣聚思怡股份有限公司へ譲渡する事を発表している。日本国内においてゲームセンター事業を継続するバンダイナムコホールディングスと、日本国内におけるゲームセンター事業並びにダーツライブが手掛けている事業を除いて海外におけるアミューズメント事業から撤退したセガサミーホールディングスとの対応が分かれている。
2023年度は18件のゲームセンターが倒産または廃業したことが2024年4月に帝国データバンクによる調査で判明した。過去10年間では8000店近くのゲームセンターが減少したとしている。クレーンゲームの景品価格の上昇や硬貨の両替手数料、電気料金の引き上げなどといった、運営コストの増加が原因と分析している。
2010年代後半以降は、セガのゲームセンター事業譲渡の他にも、主要企業がM&Aを実施したり、買収した企業を吸収合併する動きもある。ワイドレジャーは2018年3月にアドアーズを買収した後、2022年3月にアドアーズを吸収合併した。共和コーポレーションは2019年1月にシティエンタテインメントとYAZアミューズメントを吸収合併した。GENDA GiGO Entertainmentは2022年1月に宝島を買収した後、同年5月に宝島を吸収合併した他、同年10月にはスガイディノスからゲームセンター事業を譲受した。

### 営業規則
1985年2月13日より施行された風適法により、設置される遊技設備や施設形態によっては同法第二条1項5号（2016年6月22日までは同法第二条1項8号）が適用され、営業に際し風俗営業の許可が必要となった。これにより、法律で営業禁止時間が「午前0時より午前6時まで（同法第十三条）」（2016年6月22日までは「午前0時から日の出まで」）と定められ、24時間営業が禁止されている。そのため、営業時間はおおむね10時〜24時で共通しているが、午前6時から営業している店舗や正午から営業する店舗、23時以前に閉店する店舗などもある。さらに秋田県・福島県・愛知県では午前0時から午前9時まで、東京都では午前0時から午前10時までの営業がそれぞれ条例により禁止されている。営業禁止の時間帯は、前日の売上の計算や筐体のメンテナンスなどにあてられる。また、年末年始や特定の地域など、都道府県の条例で定められた場合は午前1時まで可能（13条1項）。なお、年中無休での営業は禁止されていない。
以下に該当する者は営業を行うことができない（4条1項）。
- 1:破産手続開始の決定を受けて復権を得ない人
- 2:1年以上の懲役刑・禁錮刑に処せられ、執行を終わるなどしてから5年を経過しない人（全ての刑事事件において実刑判決を受けた場合が該当し、執行猶予付判決を受けた場合も含む。執行猶予付判決を受けた場合は執行猶予期間が満了してから5年を経過しない人）。又は一定の罪を犯して1年未満の懲役刑・禁固刑、又は罰金刑に処せられ、執行を終わるなどしてから5年を経過しない人（風適法49条や風適法50条1項、刑法第175条（わいせつ物頒布等の罪）などの一部の法律に違反した場合が該当し、執行猶予付判決を受けた場合も含む。執行猶予付判決を受けた場合は執行猶予期間が満了してから5年を経過しない人）
- 3:集団的や常習的に暴力行為や不法行為を行うおそれのある人
- 4:アルコール、麻薬、大麻、あへん、覚せい剤の中毒者
- 5:心身の故障によって風俗営業の業務を適正に実施することができない人として国家公安委員会規則で定めるもの
- 6:26条1項によって風俗営業の許可を取り消されて5年を経過しない人（法人の場合は取消しに係る聴聞の期日及び場所が公示された日の前60日以内に当該法人の役員（業務を執行する社員、取締役、執行役又はこれらに準ずる者をいい、相談役、顧問その他いかなる名称を有する者であるかを問わず、法人に対し業務を執行する社員、取締役、執行役又はこれらに準ずる者と同等以上の支配力を有するものと認められる者を含む）であった人で、取消日から5年を経過しない人）
- 7:26条1項によって許可の取消処分に係る聴聞の期日及び場所が公示された日から当該処分をする日又は当該処分をしないことを決定する日までの間に営業許可証を返納して、返納日から5年を経過しない人（風俗営業の廃止について相当な理由がある者を除く。法人の場合は取消しに係る聴聞の期日及び場所が公示された日の前60日以内に当該法人の役員（業務を執行する社員、取締役、執行役又はこれらに準ずる者をいい、相談役、顧問その他いかなる名称を有する者であるかを問わず、法人に対し業務を執行する社員、取締役、執行役又はこれらに準ずる者と同等以上の支配力を有するものと認められる者を含む）であった人で、返納日から5年を経過しない人）
- 8:7号が規定する期間内で合併により法人格が消滅した法人や10条1項1号の規定により営業許可証の返納を行った法人において（合併又は風俗営業の廃止について相当な理由がある者を除く）、聴聞の期日及び場所が公示された日の前60日以内に当該法人の役員（業務を執行する社員、取締役、執行役又はこれらに準ずる者をいい、相談役、顧問その他いかなる名称を有する者であるかを問わず、法人に対し業務を執行する社員、取締役、執行役又はこれらに準ずる者と同等以上の支配力を有するものと認められる者を含む）であった人で、会社解散や営業許可証の返納から5年を経過しない人
- 9:7号により会社分割により風俗営業を新設企業などへ承継させた法人において（分割について相当な理由がある者を除く）、公示された日の前60日以内に当該法人の役員（業務を執行する社員、取締役、執行役又はこれらに準ずる者をいい、相談役、顧問その他いかなる名称を有する者であるかを問わず、法人に対し業務を執行する社員、取締役、執行役又はこれらに準ずる者と同等以上の支配力を有するものと認められる者を含む）であった人で、当該法人の会社分割日から5年を経過しない人
- 10:営業に関し成年者と同一の行為能力を有しない未成年者（ただし風俗営業の相続人であって、法定相続人が各号に該当しない場合は除く）
- 11:1～9に該当する人が役員を務めている法人
法的処理を行った法人の内、会社更生法や民事再生法の申請を行った法人は継続して営業を行う事が可能であるが（会社更生法の申請を行った法人は管財人が代表者となる）、破産法を申請した企業は、4条・10条により合併以外による事由で解散した法人と同一とみなされ、破産法を申請した法人の役員は4条により破産手続開始決定から5年間は全ての風俗営業の運営が出来なくなる他、5年間は同業他社の役員や営業所（店舗）の管理者になる事は出来ない。

営業許可を受けるには、以下の記載がされた許可申請書を公安委員会に提出しなければならない（5条）。営業許可証交付の日から6か月以内に営業を開始しなければならない（8条）。
- 氏名又は名称及び住所、法人の場合はその代表者の氏名
- 営業所（店舗）の名称及び所在地
- 風俗営業の種別（ゲームセンターの場合は第5号と記入する）
- 営業所（店舗）の構造及び設備の概要
- 24条1項による管理者の氏名及び住所
- 法人の場合は全役員の氏名及び住所
許可を受けた内容の変更を行う場合は、公安委員会の承認を得なければならない（9条1項）。不正に営業許可を取得したり、4条による欠格期間者が申請書類に記載されていることが発覚した場合、営業許可証の交付を受けた日から6か月以内にゲームセンターの営業を開始しなかったり、正当な理由がなく6か月以上営業を休止するなどした場合は営業許可が取り消される（8条）。許可を受けた内容の変更を公安委員会の許可を得ずに行ったり、公安委員会が許可した内容とは異なる変更を行った場合が発覚した場合は、1年以下の懲役または100万円以下の罰金に処される（50条）。

4条1項の許可又は7条1項、7条の2第1項、7条の3第1項の承認を受けていた営業所（店舗）が火災や地震、その他その者の責めに帰することができない事由で政令で定めるものにより減失したためにゲームセンター事業（5号営業）を廃止した者が、ゲームセンターを4条2項の2に規定されている地域内で再度営業許可を取得する場合は、公安委員会は下記の全てに該当する場合に限り、4条2項の2に規定に関わらず許可をすることができる（4条3項）。
- 1:5号営業の廃止日から起算して5年以内であること
- 2:次のいずれかに該当すること
  - 当該滅失した営業所（店舗）の所在地が、当該滅失前から4条2項の2の地域に含まれていたこと
  - 当該滅失した営業所（店舗）の所在地が、当該滅失以降に4条2項の2の地域に含まれることとなったこと
- 3:当該滅失した営業所（店舗）とおおむね同一の場所にある営業所（店舗）につきされたものであること
- 4:当該滅失した営業所（店舗）とおおむね等しい面積の営業所（店舗）につきされたものであること

さらに同法では、
- ゲームの結果に応じて賞品を提供することの禁止（23条2項）。これは賭博とみなされることもある。
現行のプライズゲームは、提供されるものの市価がおおむね「1000円程度」であれば賞品とはみなさないという監督官庁（警察）の解釈を得て営業が許されている（→プライズゲーム#法令との兼ね合い参照）。
- 客に貸し出したメダルなどを、営業所外に持ち出させること、あるいは預り証などを発行することの禁止（23条3項）
- 営業時間（前述）と営業可能場所の制限（24時間営業の禁止）
- 営業所（店舗）ごとの管理者の選任（24条1項）並びに従業員名簿の常備（36条）
未成年者、4条1項の1から4までと4条1項の6から9までに該当する者、心身の故障により管理者の業務を適正に実施することができない者として国家公安委員会規則で定めるものは、管理者になることが出来ない（24条2項）。
- 18歳未満の者を従業員として雇用する事の禁止（22条3項）
- 店内の照度や騒音、震動に関する制限（14条、15条）
- 広告や宣伝に関する制限（16条）
- 児童ポルノの所持や提供の禁止（35条）
児童買春、児童ポルノに係る行為等の規制及び処罰並びに児童の保護等に関する法律7条2項から8項までの罪を犯した場合は、すべての店舗または一部の店舗が6か月以下の営業停止処分となるほか、風適法49条違反にも問われる。児ポ法で有罪判決を受けた関係者は風適法4条と49条により、刑の執行終了後から5年間の欠格期間となる。
- 18歳未満の者の22時以降の立入禁止（22条1項の5）。営業所（店舗）が18歳未満の者を22時以降に立ち入らせた場合、1年以下の懲役または100万円以下の罰金に処される（50条）

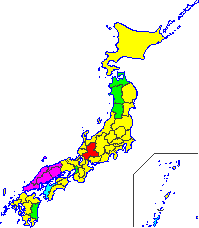
2016年6月22日までの16歳未満の者の入場禁止時間（赤=17時まで、黄=18時まで、緑=19時まで、水色=20時まで、桃=日没まで）

2016年6月22日までの16歳未満の者の入場禁止時間（赤=17時まで、黄=18時まで、緑=19時まで、水色=20時まで、桃=日没まで）このほか16歳未満の者は、風適法第22条5項に基づき各都道府県で施行される「風俗営業等の規制及び業務の適正化等に関する法律施行条例」や青少年保護育成条例などの定めにより、18〜20時以降は保護者が同伴しない場合は立入禁止（一部の県では保護者同伴でも立入禁止）となり、その時間以降は保護者同伴であれば入場が認められるが、この場合も22時以降（一部の県は20時以降）入場できない[41][42][43]（詳細は下表参照）。2016年6月23日以降における16歳未満の者が保護者同伴でない場合で入店した場合の入場禁止時間は条例などにより多くの都道府県では従来通りとなるが、岡山県、鳥取県、島根県、広島県、山口県の5県では日没以降から18時以降に、愛媛県では20時以降から18時以降に条例改正によりそれぞれ変更された[44][45][46][47][48][49]。

このほか栃木県では、16歳未満であっても中学校を卒業した場合は、16歳に達したものとみなすとの規定があるほか、盆・年末年始に適用されない日が指定されているため、この期間中は16歳未満でも22時まで入場できる（ただし店舗によっては保護者同伴でなければ現行通り18時までの場合もある）。新潟県では条例により22時から翌日の6時（4月から9月）もしくは日の出時間（10月から翌年3月までは月により6時15分から7時まで）まで18歳未満の者の入場が禁止されている。
その他、一部店舗では学生服着用の場合自主規制があったり一部地域の学校では保護者同伴でなければ立入禁止だったり、保護者同伴でも終日立入禁止としている場合もある。このような地域では、トラブル防止の観点から店舗側の自主規制で時間帯にかかわらず18歳未満の入場を禁じ、子供向け機器（キッズメダルやキッズカード）の設置をしないようにすることがほとんどである。「床面積に占める規制対象ゲームの投影面積を3倍した割合が90%以下でなければならない」などの規制が課されている。
2016年6月23日以降の都道府県別における18歳未満の者が保護者同伴で入場できる時間は以下の通りである。
| 地域                               | 入場制限 |
| ---------------------------------- | --- |
| 岐阜県                             | 16歳未満の者が保護者を同伴せずに入場する場合は17時まで 16歳未満の者が保護者同伴で入場する場合ならびに16歳以上18歳未満の者（保護者同伴・非同伴問わず）はいずれも22時まで |
| 長崎県                             | 13歳未満の者が保護者を同伴せずに入場する場合は17時まで 13歳以上16歳未満の者が保護者を同伴せずに入場する場合は18時まで 16歳未満の者が保護者同伴で入場する場合ならびに16歳以上18歳未満の者（保護者同伴・非同伴問わず）はいずれも22時まで |
| 岩手県 茨城県 鳥取県               | 16歳未満の者は保護者同伴・非同伴問わず18時まで 16歳以上18歳未満の者は保護者同伴・非同伴問わず22時まで |
| 栃木県                             | 中学生以下の者は保護者同伴・非同伴問わず18時まで 中学既卒以上18歳未満の者は保護者同伴・非同伴問わず22時まで 盆・年末年始などの特例日は18歳未満の者は保護者同伴・非同伴問わず22時まで |
| 福島県                             | 16歳未満の者が保護者を同伴せずに入場する場合は18時まで 16歳未満の者が保護者同伴で入場する場合ならびに16歳以上18歳未満の者が保護者を同伴せずに入場する場合は20時まで 16歳以上18歳未満の者が保護者同伴で入場する場合は22時まで |
| 宮城県 埼玉県 神奈川県 徳島県      | 16歳未満の者が保護者を同伴せずに入場する場合は18時まで 16歳未満の者が保護者同伴で入場する場合は20時まで 16歳以上18歳未満の者は保護者同伴・非同伴問わず22時まで |
| 青森県 秋田県 山形県 大阪府 宮崎県 | 16歳未満の者が保護者を同伴せずに入場する場合は19時まで 16歳未満の者が保護者同伴で入場する場合ならびに16歳以上18歳未満の者（保護者同伴・非同伴問わず）はいずれも22時まで |
| 沖縄県                             | 18歳未満の者は保護者同伴・非同伴問わず20時まで |
| 新潟県                             | 4月から9月まで16歳未満の者が保護者を同伴せずに入場する場合は6時から18時まで 4月から9月まで16歳未満の者が保護者同伴で入場する場合ならびに16歳以上18歳未満の者（保護者同伴・非同伴問わず）はいずれも6時から22時まで 10月から翌年3月まで16歳未満の者が保護者を同伴せずに入場する場合は日の出から18時まで 10月から翌年3月まで16歳未満の者が保護者同伴で入場する場合ならびに16歳以上18歳未満の者（保護者同伴・非同伴問わず）はいずれも日の出から22時まで |
| 上記以外の都道府県                 | 16歳未満の者が保護者を同伴せずに入場する場合は18時まで 16歳未満の者が保護者同伴で入場する場合ならびに16歳以上18歳未満の者（保護者同伴・非同伴問わず）はいずれも22時まで |

この規制に違反した場合、改善命令が出される（25条）ほか、悪質な場合は、6か月以下の営業停止や営業許可の取消（26条）となる。26条に違反した場合は、公安委員会による聴聞を受けなければならない（41条）。26条により営業停止処分を受けたり、許可が取り消された場合は、取消処分のほかにも49条により2年以下の懲役または200万円以下の罰金に処される他、規制違反を行った法人、法人の代表者または従業員、個人事業主は49条、50条1項、56条により罰せられる他、連帯責任として法人や個人事業主も罰金刑に処される（56条）。26条による取消処分を受けた運営者や取消処分を受けた法人の役員、49条、50条1項、56条により罰せられた人はは4条により5年間の欠格期間となり、取消処分を受けた日や刑の執行を満了した日から5年間はすべての風俗営業の営業ができなくなる。取消処分を受けたり、49条、50条1項、56条により罰せられた運営者や従業員、取消処分を受けたり、49条、50条1項、56条により罰せられた法人の役員は、欠格期間中は前述の通り同業他社や他の風俗営業運営企業の役員や営業所の管理者になる事は出来ない。
なお、取り締まりの強度は所轄によって異なるため、シャッターを下ろして深夜営業するようなことが黙認されている地域もあれば、特にPTAの圧力が強い地方などでは乳児連れやベビーカーを曳いた客に対しても厳格に年齢の「下限」による制限を適用する地域もある。
運営企業の中には、ラウンドワンやアミパラのように、自主的に入場制限ルールを設定している企業もある（小中学生のみでメダルゲームコーナーへの立入禁止や小中学生のみでの店舗自体への入場禁止など）。
なお、ゲームセンターに設置される遊技設備のうち、たとえば投げた球のスピードを計測するゲーム機のように人の身体の力を表示する遊技の用に供することや、乗り物遊具（レーシングゲームがこの扱いを受ける）や占い機など射幸心をあおるおそれのある遊戯の用に供されないことが明らかであるもの、自動販売機（プリクラ、キッズカードなど）のような遊戯設備でないものは同法による規制の対象外となる。かつてはジュークボックスも規制外機器とされていたが、2008年に除外されることとなり、ジュークボックス扱いだった音ゲーが規制対象機器になった。
また、ボウリング場や24時間営業のレジャーランド、旅館、ショッピングセンターのゲームコーナーなど、事業所の床面積に占める規制対象機種の投影面積を3倍した割合が5%以下となるシングルロケは、上記の法律や条例に基づく入場規制がない場合は、風適法による規制の対象外となる。ただし、そのような施設でも、風適法以外の青少年保護育成条例などで規制されている場合がある。また、周辺の団体や組織（PTAなど）からの依頼や、あるいは自主的に帰宅を呼びかけるところもある。
2007年には静岡県で、資本関係がない他社から運営移管を受けた店舗を新規に警察の許可を得ずに3年間も営業していた企業が摘発された。その後、当該企業は事業継続が困難となって破産した。シングルロケにおいても、当初規制範囲内での営業をしていた店舗が規制対象機器の設置割合を上げて、許可が必要な状態になっているにもかかわらず無許可営業をするなどといった脱法営業が問題となっており、2008年には新潟県で無許可営業店舗が摘発されたほか、2010年にも熊本県で無許可営業店舗が摘発された。2010年の熊本県におけるケースは学校から35メートルの場所であったため、3条1項による営業許可を得られない地域であった他、景品としてアダルトDVDを提供していたため、刑法第175条（わいせつ物頒布等の罪）にも違反していた。無許可営業は3条1項違反となり、無許可営業を行った法人や個人事業主は49条により2年以下の懲役または200万円以下の罰金に処される他、公安委員会はその事実を国家公安委員会へ報告しなければならない（41条の3）。
さらに2010年代以降、一部の各自治体の暴力団排除条例が改正され、繁華街に暴力団排除特別地域が設定されるようになった。特別地域内で営業する（風営法に係る）ゲームセンターの事業者は、暴力団員らに対して みかじめ料の支払いや便宜供与を行ってはならないとされており、違反者には支払った側であっても罰則が科される。

### 業態

#### 専業店
専業店は風適法の適用を受けるため、営業するにあたり警察の許可を得る必要がある。運営主体には、以下のタイプがある。
- ゲーム機メーカーおよび関連会社による運営。大手メーカーではバンダイナムコアミューズメント、タイトー、カプコンなどメーカー直営で運営する場合があるほか、セガ エンタテインメントなどメーカーから分社化したうえで経営移管を行う企業もある。
- オペレーターと呼ばれる、専業店の運営をおおむね専門に行う企業による運営。ゲームセンターと平行して、第4号営業や、映画館などのほかの娯楽施設を運営する企業もある。
- ビルなどの不動産のオーナーとゲーム機メーカーの両者による共同運営店舗。運営方針の決定方法や、運営経費や売り上げの分配などは、ケースバイケースで、一概には言えない。
- その他、中小企業または個人による運営。

出店に関しては、運営企業が直接不動産のオーナーと直接交渉の上で出店するケースもあるが、不動産のオーナー自ら運営会社に対して出店の交渉を入れる場合がある（この場合は、運営企業が立地などの審査を行い、出店の可否が決まる）。M&Aや他社からの申し入れによって店舗譲受を実施する場合は、相手先となる店舗の売上や立地条件などを勘案し、M&Aや店舗譲受を行う企業が最終的に可否を決定する。エターナルアミューズメントは、資金難にもかかわらず、調査を行わずにM&Aや店舗譲受を行った故に、最終的に経営破綻（破産）に至っている。
企業間合併や会社分割を実施した場合は、公安委員会の許可を受けた場合に限り、存続企業ならびに新たに設立された企業が地位を継承することができる（7条の2、7条の3）。同一店舗を他社へ運営譲渡（A社が運営していた店舗をA社と資本関係がないB社へ譲渡するなど）や同業者などが撤退した跡地に居抜き出店を行う場合は、譲受した企業や居抜き出店した企業が新規に警察の許可を得る必要がある（3条）。法的処理（会社更生法、民事再生法）の適用を申請した企業がスポンサー企業や同業他社へ事業並びに店舗を譲渡する場合は、公安委員会の許可の他にも、更生計画や再生計画の認可を受けた上で裁判所による事業譲渡許可を得なければならない。また、名義貸しも禁止されている（11条）。法的処理を受けた企業でも、ルルアーク（民事再生法）の様に自主再建を果たしたケースもあるが、取引先（アーケードゲームメーカーやレンタル業者、リース業者）との関係も重視されるため、最終的に事業譲渡に至ったケースも少なくない。ザ・サードプラネットとスガイディノス（いずれも民事再生法）は、前述の通り民事再生スポンサーへ事業譲渡されている他、アリサカ（会社更生法）は最終的に複数の企業への事業譲渡となった。破産法に基づく破産手続開始決定を受けた企業が運営していた店舗の跡地に出店した場合は、新規出店と同様の出店許可を得る必要がある。
個人営業による運営者が死亡したり（相続人が7条1項の承認の申請を行わなかった場合に限る）、店舗の閉鎖や事業自体を廃止（第5号営業から撤退）したり（7条の3の1項に該当する場合は除く）、営業許可が取り消されたり、運営していた企業が合併以外の事由により解散した場合（清算手続に入った企業や破産法に基づく破産手続開始決定を受けた企業）、運営していた企業が合併により消滅した企業（消滅までに、合併後存続しまたは合併により設立される企業については7条の2の1項の承認がされなかった場合）は、営業許可証を返納しなければならない（4条、10条）。
- 営業許可証の返納を行う者は以下の通りである。
個人営業による運営者が死亡した場合 - 同居の親族または法定代理人
運営していた企業が合併以外の事由により解散した場合 - 清算人または破産管財人
運営していた企業が合併により消滅した場合 - 合併後存続した法人の代表者または合併により設立された法人の代表者
事業を廃止したり、営業許可が取り消された場合 - 法人の場合は法人の代表者、個人の場合は個人事業主

#### シングルロケ

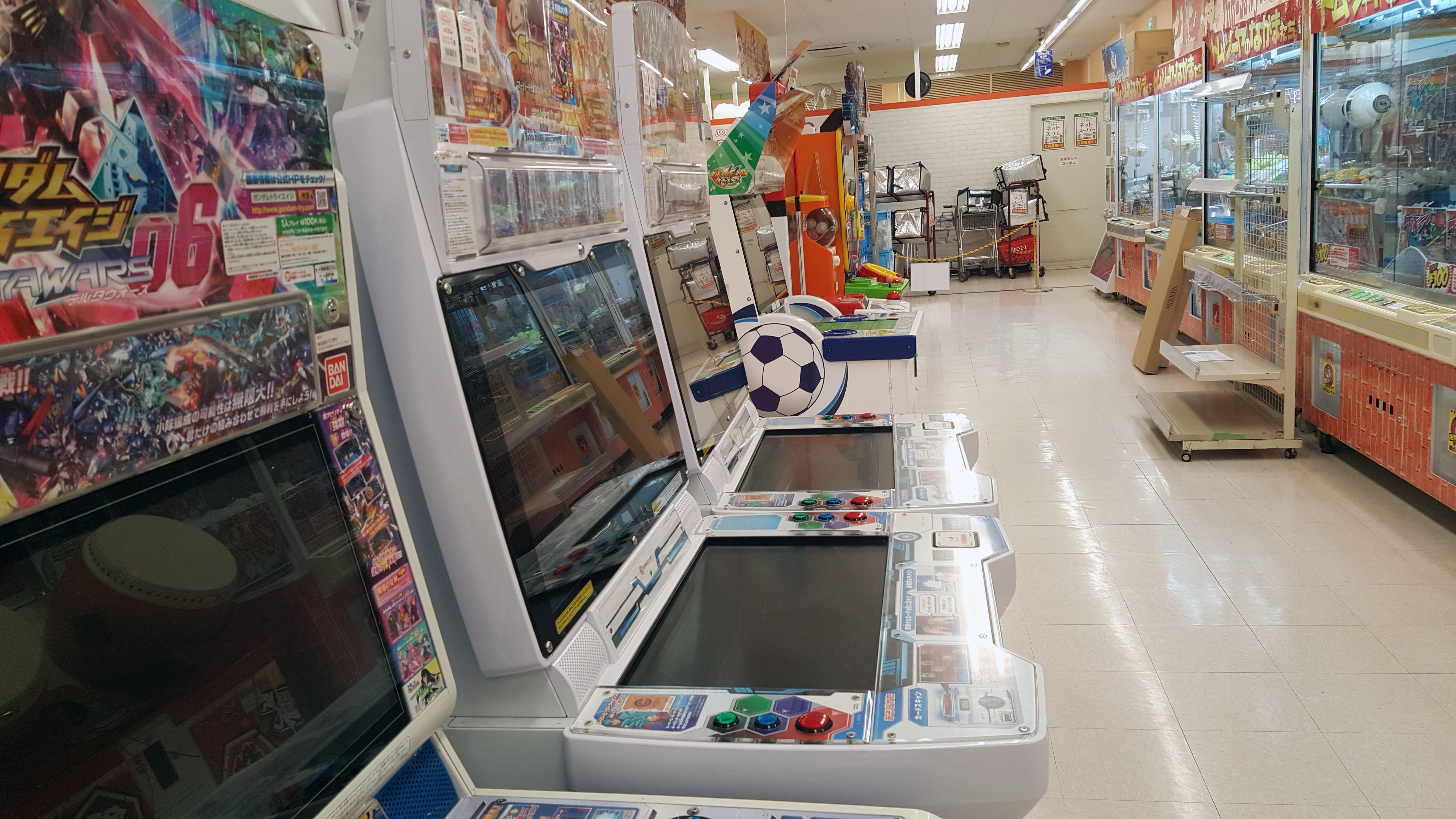
スーパーマーケットのゲームコーナー（ライフ経堂店、東京都世田谷区経堂、2020年）

ゲーム機の営業を専業とせず、本業がほかにある事業所や、店舗にあたらない区画された遊技施設は、シングルロケと呼ばれる。このような運営方法は、ショッピングセンター、映画館、ボウリング場などの娯楽施設、飲食店、小売店舗などさまざまな業態に見られる。
「店舗面積に占める、規制対象ゲーム機の設置面積」が10%未満であれば、専業店では必要とされている警察の許可を得ずとも営業が可能である。ゲーム機メーカーやゲームセンターのオペレーターらが結成する業界団体に属していない事業所も多いため、たとえば、許可店舗では不可能な1〜5時の時間帯の営業など、それら業界団体の意向を関知しない営業が行われるケースもある。
筐体の調達方法は、店舗が筐体を購入する場合もあるが、リース業者やアーケードゲーム機のレンタル業者やレンタル業務も手がけているゲームセンター運営企業から筐体を無料もしくは有料でレンタルもしくはリースを行い、店舗がレンタル業者へレンタル料とインカム（売上）の一部を支払うケースが多い。2020年に経営破綻し、アーケードゲーム機のレンタル事業も手がけていたエターナルアミューズメントは、所有していたアーケードゲーム機を投資家へ売却し、それをリースバックしてシングルロケを手がけている企業へ再レンタルを行っていた（このケースは、店舗はエターナルアミューズメントへインカムの一部を支払い、さらにエターナルアミューズメントは収益から投資家へリース料や仲介業者へ手数料を支払うため、エターナルアミューズメントの収益は少なくなる）。エターナルアミューズメントのようなビジネスは成立しないとされる。

#### ゲーム営業等における景品提供の禁止
風適法23条2項では麻雀店、ゲーム営業（10%ルールで許可を要しない者を含む）に関し、遊技の結果に応じて賞品を提供してはならないとされている。ここで言う「賞品」とは現金、商品券、物品などすべてを含み、その店舗で使える割引券やその店舗での飲食代などに引き換えたり、ポイントカードを付与する行為も含まれる。基本的には客がゲームを行った結果に応じたサービスを一切行ってはならない。例外として、クレーンゲームのように賞品そのものを釣り上げるなどするゲームに限っては、小売価格が1000円以下の場合に限って賞品提供にはあたらないとされている。

### 統計
公安委員会の許可を受けているゲームセンター営業所数（『警察白書』昭和62年版〜令和4年版）
- 1986年（昭和61年） 26,573軒
- 1987年（昭和62年） 25,435軒
- 1988年（昭和63年） 23,616軒
- 1989年（平成元年） 21,929軒
- 1990年（平成2年） 20,803軒
- 1991年（平成3年） 19,812軒
- 1992年（平成4年） 19,540軒
- 1993年（平成5年） 19,766軒
- 1994年（平成6年） 19,406軒
- 1995年（平成7年） 18,893軒
- 1996年（平成8年） 18,125軒
- 1997年（平成9年） 16,790軒
- 1998年（平成10年） 15,748軒
- 1999年（平成11年） 14,836軒
- 2000年（平成12年） 13,734軒
- 2001年（平成13年） 12,742軒
- 2002年（平成14年） 11,499軒
- 2003年（平成15年） 10,759軒
- 2004年（平成16年） 10,109軒
- 2005年（平成17年） 9,515軒
- 2006年（平成18年） 9,091軒
- 2007年（平成19年） 8,652軒
- 2008年（平成20年） 8,137軒
- 2009年（平成21年） 7,662軒
- 2010年（平成22年） 7,137軒
- 2011年（平成23年） 6,548軒
- 2012年（平成24年） 6,181軒
- 2013年（平成25年） 5,772軒
- 2014年（平成26年） 5,439軒
- 2015年（平成27年） 4,856軒
- 2016年（平成28年） 4,542軒
- 2017年（平成29年） 4,381軒
- 2018年（平成30年） 4,193軒
- 2019年（令和元年）4,022軒
- 2020年（令和2年）3,931軒
- 2021年（令和3年）3,882軒
- 2022年（令和4年）3,894軒

## 運営形態

### メーカー直営型

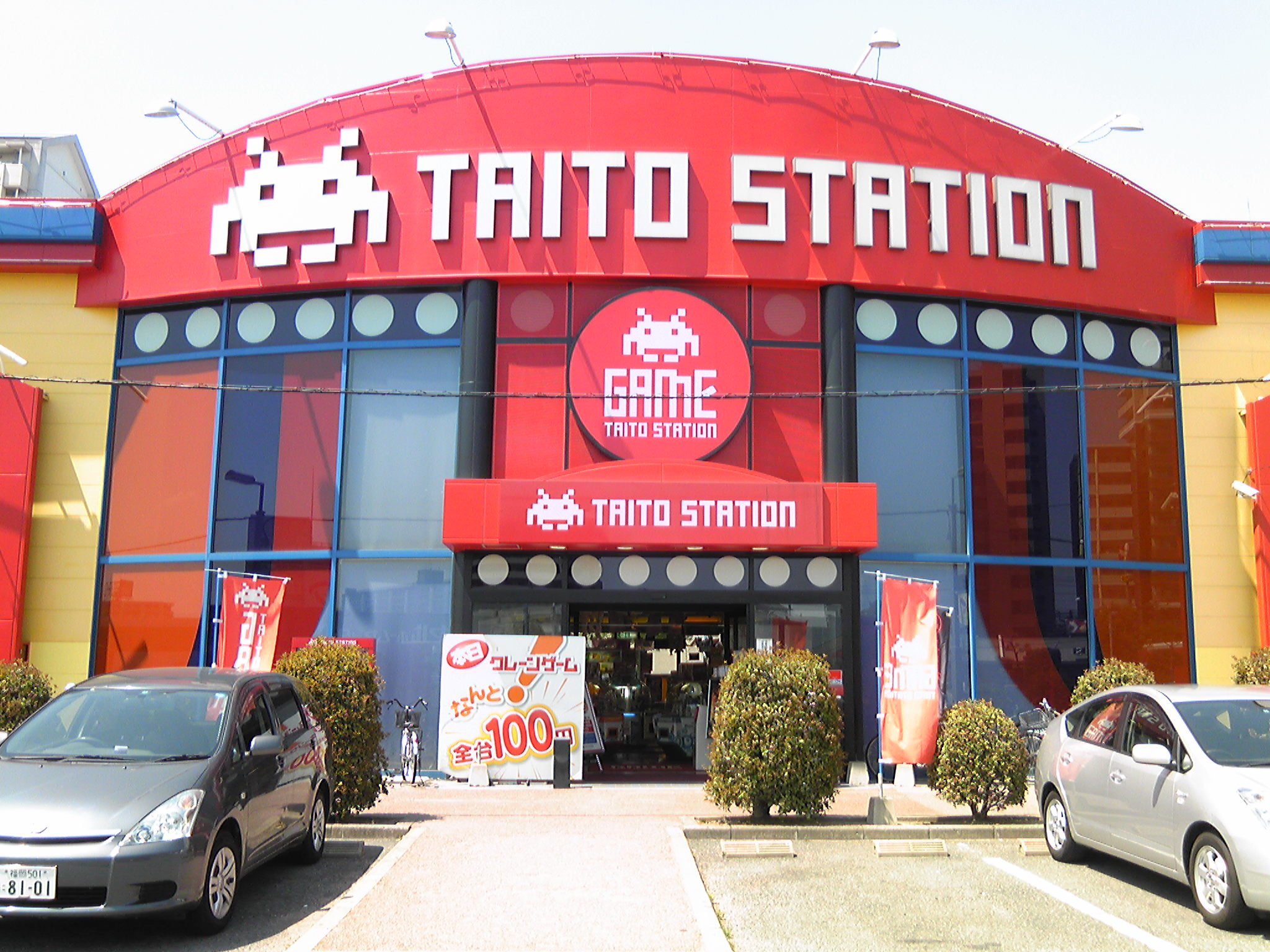
メーカー直営施設例（タイトーステーション、福岡市博多区パピヨンプラザ（当時）、2011年）

ゲームメーカーのアンテナショップに近い役割も担うため、自社製品の先行投入が行われることもある。また、タイトー（スクウェア・エニックス・ホールディングス傘下）・バンダイナムコアミューズメント（バンダイナムコホールディングス傘下）は別格として、その他上位のゲームメーカーはロケテストの際に自社店舗を持っていないと、他社に頭を下げて協力を依頼しなければならなかった。ただし、直営店を持っていても、たとえばタイトーが『ニンジャウォーリアーズ』のロケテストをナムコ直営店で行うなど、あえて他社運営の店舗で行うこともある。
なお、メーカー系列の店舗は、「メーカー直営型」としてひとまとめにされることが多いが、実際にはメーカーから分社化されたり、フランチャイズ店もあるなど、運営形態が区別されている場合が多い。また、バンダイナムコアミューズメント 、タイトー、マジカルモーメントの親会社である北日本通信工業はアミューズメント機器の製造・販売ならびにアミューズメント機器のレンタルも手がけている。
主要アーケードゲームメーカーを傘下に持つ企業のうち、コナミホールディングス（アーケードゲーム事業はコナミアミューズメントが担当）は2002年5月に、セガグループ（アーケードゲーム事業はセガ フェイブが担当、セガグループは2021年4月にセガへ吸収合併）は2020年12月にそれぞれ運営子会社の株式譲渡によりゲームセンター事業から撤退した。

#### 現在運営を行っている企業

##### メーカーが直接運営
| 企業名                         | 親会社                                   | 備考 |
| ------------------------------ | ---------------------------------------- | --- |
| バンダイナムコアミューズメント | バンダイナムコホールディングス           | 旧社名：ナムコ（2代目） アミューズメント施設事業は2006年3月に旧：ナムコ（のちのバンダイナムコエンターテインメント）から運営移管 アーケードゲーム機事業は2018年4月にバンダイナムコエンターテインメントから事業移管 |
| タイトー                       | スクウェア・エニックス・ホールディングス | 一部の県はフランチャイズ店のみ |
| カプコン                       | -                                        | 東京証券取引所プライム市場上場 |
| アムジー                       | -                                        | |

##### メーカーから分社化
| 企業名                 | 親会社                         | 備考                                                                                 |
| ---------------------- | ------------------------------ | ------------------------------------------------------------------------------------ |
| コーエーテクモウェーブ | コーエーテクモホールディングス | 旧社名：テクモウェーブ 2002年4月にテクモ（のちのコーエーテクモゲームス）から運営移管 |
| マジカルモーメント     | 北日本通信工業                 | 2004年12月に北日本通信工業から運営移管                                               |

#### グループ内で運営移管が行われた企業
親会社は移管直前のもの。
| 企業名                           | 親会社                         | 備考 |
| -------------------------------- | ------------------------------ | --- |
| バンプレスト                     | バンダイナムコホールディングス | 2008年4月に新：ナムコ（のちのバンダイナムコアミューズメント）へアミューズメント施設事業を移管 |
| セガ アミューズメント            | セガ                           | 2000年10月にセガからアミューズメント施設事業を移管 2005年4月1日にセガに吸収合併 アミューズメント施設事業は2005年4月から2012年9月までセガが直接運営 セガのアミューズメント施設事業は2012年10月にセガ エンタテインメントへ再度移管 |
| サミー・アミューズメントサービス | セガ                           | 以前はサミーの子会社 2004年10月にセガサミーホールディングス発足に伴いセガの子会社化 2005年4月1日にセガに吸収合併 |

#### 撤退した企業
親会社は撤退時のもの。
| 企業名                                  | 親会社                         | 撤退形態             | 備考 |
| --------------------------------------- | ------------------------------ | -------------------- | --- |
| セガグループ                            | セガサミーホールディングス     | 運営子会社株式の譲渡 | セガのアミューズメント施設事業は2012年10月にセガからセガ エンタテインメントへ事業移管2020年12月30日に子会社のセガ エンタテインメント株式85.1%をGENDAへ譲渡し撤退 セガグループは2021年4月にセガへ吸収合併 セガが保有していたGENDA SEGA Entertainment株式14.9%も2022年1月28日にGENDAへ譲渡 セガのアーケードゲーム機事業は2015年4月から2020年3月までセガ・インタラクティブへ一時移管、2020年4月にセガへ再度移管されたが、2024年4月にセガ フェイブへ再度移管 |
| コナミ （のちのコナミホールディングス） | -                              | 運営子会社株式の譲渡 | コナミのアミューズメント施設事業は2002年5月11日にコナミアミューズメントオペレーションからケイエイオーへ運営移管 2002年5月13日に子会社のケイエイオー全株式をアムリードへ譲渡し撤退 アーケードゲーム機事業は2006年3月にコナミデジタルエンタテインメントが承継 コナミデジタルエンタテインメントのアーケードゲーム機事業は2016年11月にコナミアミューズメントへ移管                                                                                           |
| アトラス （旧社）                       | インデックス・ホールディングス | 事業譲渡             | 2009年12月にNEWS（のちのレジャラン）へ事業譲渡し撤退 アトラス（旧社）は2010年10月にインデックス（旧社）へ吸収合併され解散 アーケードゲーム機事業はインデックス（旧社）の民事再生法申請に伴うアトラス（新社）へブランド譲渡後の2013年12月にセガへ移管 |

### 娯楽施設型

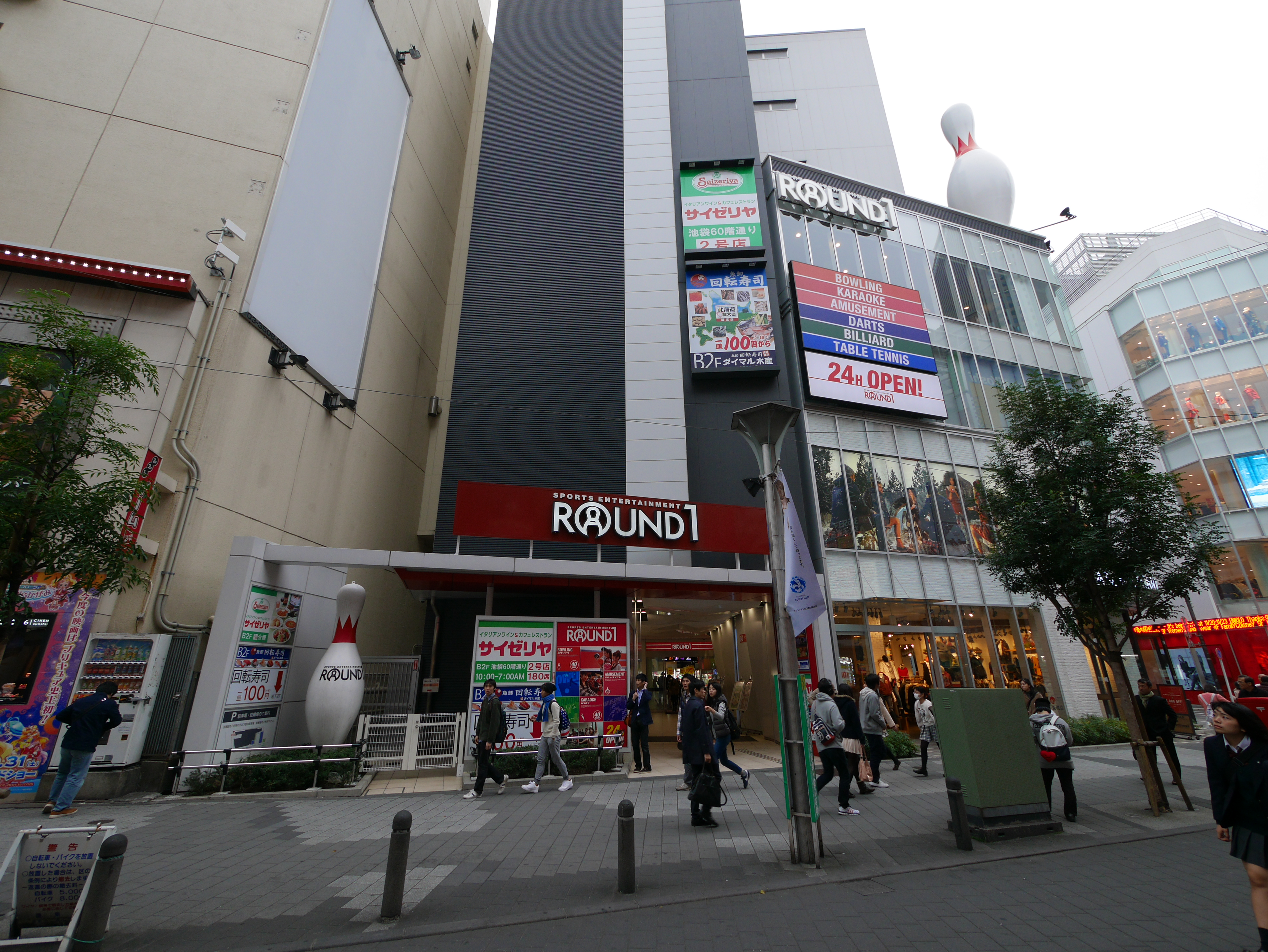
娯楽施設例（ラウンドワン池袋店）

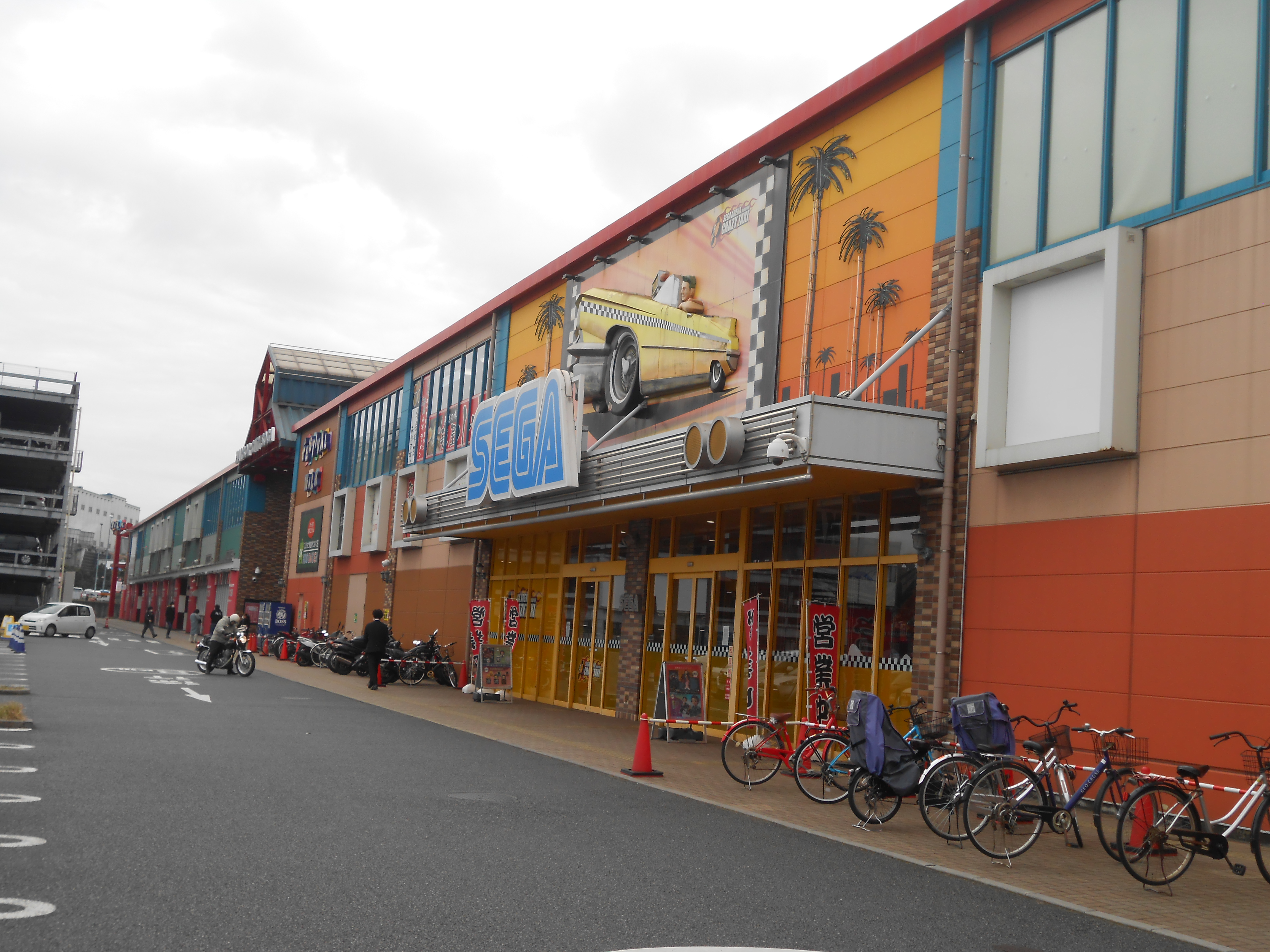
娯楽施設例（セガアリーナ蘇我）

パチンコ店やボウリング場、映画館、カラオケボックスなどを運営する企業が兼業することが多く、利用促進策の一環としてボウリングのスコアカードや映画チケットの半券でメダル貸し出しなどの特典をつけることがある。また、近畿地方におけるカプコン製品のロケテストや、グループ会社に運営会社を持たないセガとコナミアミューズメント製品のロケテストは、セガ製品はかつてセガも出資していたGENDA GiGO Entertainmentの店舗で、カプコン製品とコナミアミューズメント製品はラウンドワンの店舗などでそれぞれ行われる。このような店舗のほとんどが収益の劣るビデオゲームの導入に否定的な姿勢を示し、最新の製品をほとんど導入しない傾向が強く、ファミリー向けのプライズゲームやメダルゲームが大半を占めることがある。
また、GENDA GiGO Entertainment、共和コーポレーション、サードプラネットのように、アミューズメント機器のレンタルも手がけている企業もある。近年はゲームセンターがパチスロ屋に吸収されることや同業他社によるM&Aや店舗の買収も実施されることが多い。
ネットワーク対応タイトルにおいては1クレジットごとのメーカーへの従量料金の支払やネット接続料の負担、設備投資の高騰に伴う人気タイトルの導入難ならびに店舗における収入の減少（1クレジット100円の場合、30〜50円をメーカーに支払うため、店舗側の収入は50〜70円となる。赤字を覚悟したうえで2クレジット100円や1クレジット50円に設定している店舗もある）、レジャーの多様化、ソーシャルゲームの台頭などによる収益悪化で、収益が上がらない企業は新規の筐体の購入や店舗のリニューアルがままならない状況となり、客離れにつながるという悪循環に陥ってしまう。さらに、赤字店舗を閉鎖しても原状回復費用などで損失を被るほか、家主との契約期間満了を待たずに赤字店舗を閉鎖しても家主から多額の違約金を請求されることになる。このため、中小企業を中心に撤退したり、同業他社へ全事業または一部店舗を譲渡したり、経営破綻する企業もある。

#### 現在運営を行っている主な企業
| 企業名                             | 親会社                     | 備考 |
| ---------------------------------- | -------------------------- | --- |
| ラウンドワンジャパン               | ラウンドワン               | 2024年4月1日にラウンドワンからアミューズメント施設事業を移管 |
| 共和コーポレーション               | -                          | 東京証券取引所スタンダード市場上場 2019年1月1日にYAZアミューズメントとシティエンタテインメントを吸収合併 |
| GENDA GiGO Entertainment           | GENDA                      | 旧社名：GENDA SEGA Entertainment アミューズメント施設事業は2012年10月にセガから事業移管 2012年10月にAGスクエアを吸収合併 2022年5月1日に宝島を吸収合併 2022年10月にスガイディノスとエービスからアミューズメント施設運営事業を譲受 2024年6月1日にプレビを吸収合併 |
| サードプラネット                   | -                          | 2015年10月にザ・サードプラネット（後の駿河管財）から事業譲受 2019年10月1日にアム・スペースを吸収合併 |
| ゲオ                               | ゲオホールディングス       | 2014年4月1日に子会社のウェアハウスを吸収合併した上でゲオの直営化 |
| 北東商事                           | タカハシ                   | - |
| ワイドレジャー                     | -                          | 2022年3月1日にアドアーズを吸収合併 |
| ソユー                             | -                          | - |
| マタハリーエンターテイメント       | マタハリーホールディングス | 2016年にマタハリーから新設分割でアミューズメント施設事業を移管 |
| 山崎屋                             | -                          | - |
| レジャラン                         | -                          | 旧社名：NEWS 2009年12月にアトラス（旧社）から新設分割でアミューズメント施設事業を移管 2016年4月1日にレジャラン（初代）を吸収合併 |
| アミパラ                           | -                          | - |
| アムリード                         | PAM・J                     | 2002年5月にケイエイオー（旧：コナミアミューズメントオペレーション）を完全子会社化 2004年4月にケイエイオーを吸収合併 |
| フェドラ                           | -                          | |
| ルルアーク                         | -                          | - |
| ジー・ピー・エー・コーポレーション | -                          | - |
| コロナワールド                     | -                          | - |
| ドリームファクトリー               | -                          | 2015年にテンレジャーサービスから事業譲受 |

#### 撤退したり経営破綻した企業
| 企業名                     | 撤退形態             | 備考 |
| -------------------------- | -------------------- | --- |
| SDエンターテイメント       | 運営子会社株式の譲渡 | 2018年12月19日にアミューズメント施設事業を新設分割で設立したスガイディノスへ譲渡 2018年12月20日にスガイディノス全株式をスガイディノスホールディングスへ譲渡し撤退                                         |
| KeyHolder                  | 運営子会社株式の譲渡 | 旧社名：アドアーズ（初代） 2017年10月1日にアミューズメント施設事業を新設分割で設立したアドアーズ（2代）へ譲渡したと同時に商号変更 2018年3月26日にアドアーズ（2代）全株式をワイドレジャーへ譲渡し撤退      |
| 日本ユニカ                 | 事業譲渡             | 2006年3月にUCO〈後のMIA〉へ事業を譲渡しアミューズメント施設事業から撤退 |
| MIA                        | 事業譲渡             | 旧社名：UCO 2006年3月に日本ユニカから会社分割でアミューズメント施設事業を移管 2013年9月に宝島ホールディングス（のちの宝島）へ譲渡して撤退したと同時に商号変更 2014年6月に破産手続開始 2019年4月法人格消滅 |
| テンレジャーサービス       | 事業譲渡             | 2015年にドリームファクトリーへ事業譲渡し撤退 2016年9月に破産手続開始 2019年2月法人格消滅 |
| 後楽園ロコモティヴ         | 事業自体の撤退       | 東京ドームの子会社 2018年12月21日に清算結了 |
| アリサカ                   | 会社更生法           | 2009年9月に会社更生計画によりアール・アール・ビー、アクトワークス、フェドラ、アミーゴへ事業譲渡 2011年12月に会社更生手続終結                                                                              |
| 駿河管財                   | 民事再生法           | 旧社名：ザ・サードプラネット 2015年10月に民事再生計画によりスポンサー企業が設立したサードプラネットへ譲渡したと同時に商号変更 2018年7月に民事再生手続終結                                                 |
| スガイディノス             | 民事再生法           | 2018年12月にSDエンターテイメントから新設分割でアミューズメント施設事業を移管 2022年10月に民事再生計画によりGENDA GiGO Entertainmentへアミューズメント施設運営事業を譲渡 2024年2月に民事再生手続終結       |
| アール・アール・ビー       | 破産手続             | 2009年9月にアリサカから一部店舗を譲受 2014年12月に破産手続開始 2017年11月法人格消滅 |
| ケイ・キャット             | 破産手続             | 2015年1月に破産手続開始 2017年9月法人格消滅 |
| エッグボックス             | 破産手続             | 2019年1月に事業停止 2019年2月に破産手続開始 2021年3月法人格消滅 |
| エターナルアミューズメント | 破産手続             | 2020年3月に事業停止 2020年4月に破産手続開始 2023年4月法人格消滅 |

### 商業施設併設型

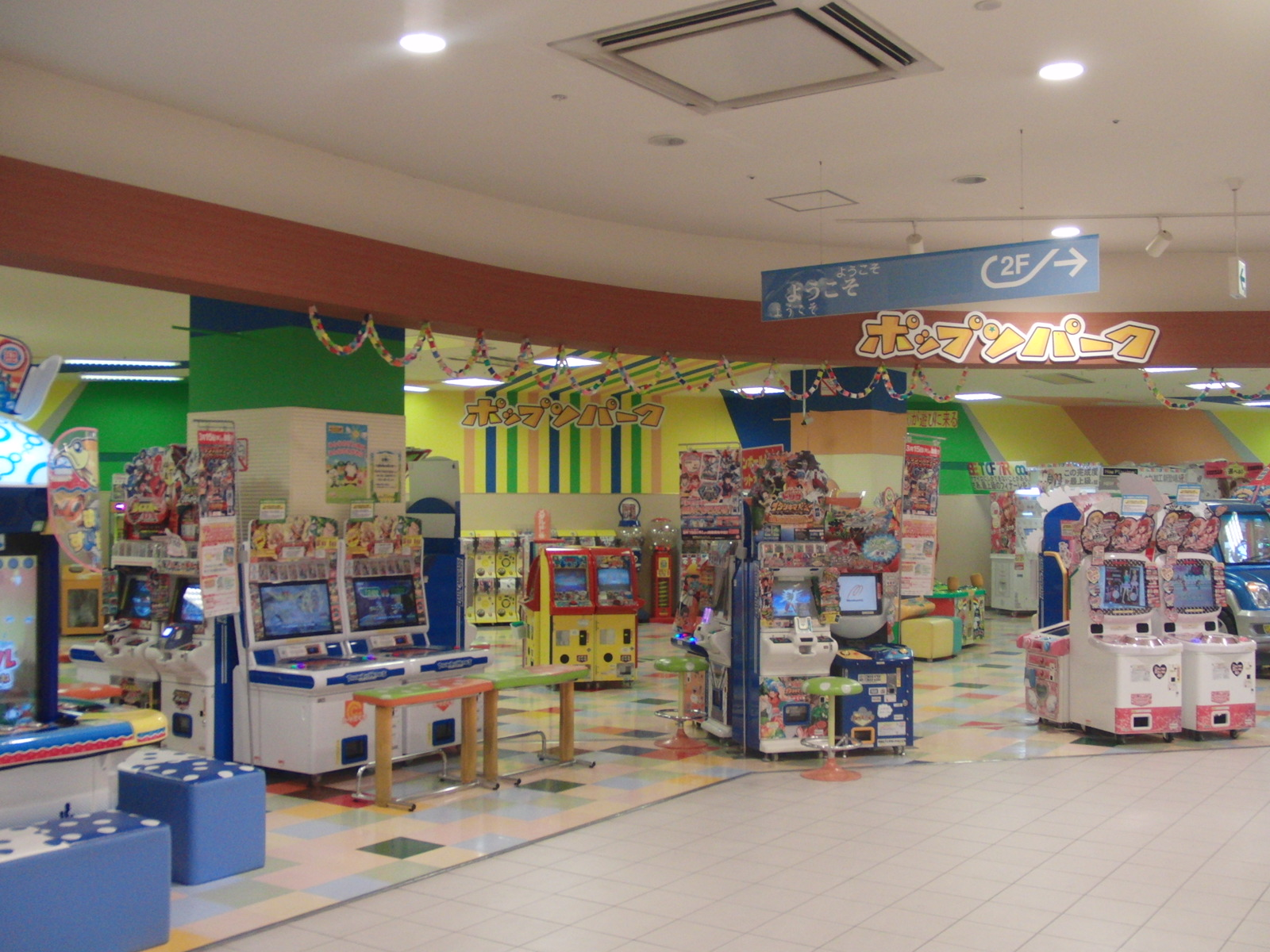
商業施設例（イオンファンタジー「ポップンパーク」東大阪店、2012年、現存せず）

デパートやスーパーマーケットなどの空きスペースを有効活用するよう狙ったもの。単独の店舗のほか、ショッピングセンターのような大型商業施設内に置かれることも多い。百貨店の屋上ゲームコーナーもこの一つである。近年はビデオゲームが全くない施設も多く、ファミリー向けのプライズゲームやメダルゲームだけという形態も珍しくない。
プライズゲームやメダルゲームのプレイ料金は1回100円を最小単位としているうえ、数分で数百円も浪費するのも容易なため、客の側から見ればビデオゲームより著しく費用対効果に劣る。かつてのように子供をゲームで遊ばせている間に買い物を済ませるような使い方はできず、子供を連れて来店し、短時間遊んだら子供を連れて退店する客が大半となった。

#### 現在運営を行っている主な企業
| 企業名             | 親会社 | 備考 |
| ------------------ | ------ | --- |
| イオンファンタジー | イオン | 東京証券取引所1部上場 2006年8月21日にマイカルクリエイトを吸収合併 2015年6月1日にファンフィールドを吸収合併 |

### 個人経営型

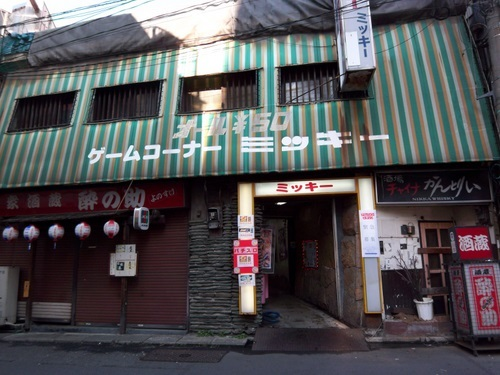
個人経営施設例（ゲームコーナー ミッキー）東京都千代田区、2006年（現存せず）

インベーダーブーム時、全国に乱立したスタイル。いわゆる駄菓子屋にあるゲーセンもこの一つである。その後のアーケードの運営経費の増大（筐体価格の高額化やネットワーク使用料の支払など）や衰退に伴い、現在は小規模でもうまく経営している店か、店長がゲームマニアであり半ば趣味で営業しているような店程度しか残っていない。また、地方の独立系の業者で、店舗の作りがメーカー系に準じた質の店舗などは、ほとんどが実際はメーカー系のレンタルロケだったり、他業種の副業・節税対策的な店舗であることが多い。

### その他
- 遊びまくりパラダイス U-PARA - 日本各地（現存せず）と韓国各地（京畿道富川市に現存）
- トーホープラザビル - 東京都練馬区の複合ビル
- ミカド (ゲームセンター) - 東京都高田馬場と池袋
- 小田原懐かし横丁 - 神奈川県小田原市の駄菓子屋
- 台場一丁目商店街 - 東京都港区台場
- よしもとゲームアミュージアム - ゲームセンター「アミュージアム」に業態変更されている。
- テクノポリス (ゲームセンター) - 新潟県長岡市

## 関係団体
- （過去）全日本アミューズメント施設営業者協会連合会
- （過去）日本アミューズメントマシン協会
- 日本アミューズメント産業協会
- （過去）日本SC遊園協会
- 日本ゲームセンター協会

## 関連作品

### アニメおよびアニメ化された作品
- ゲームセンターあらし（1982年春夏、日本テレビ） - 原作は1979年よりコロコロコミック連載の同名の漫画
- アーケードゲーマーふぶき（2002年〜2003年、OVA） - 原作は月刊ファミ通Waveおよびファミ通ブロス連載の同名の漫画
- ハイスコアガール（2018年夏・2019年秋、TOKYO MXほか） - 原作は月刊ビッグガンガンなどに連載の同名の漫画
- ゲーセン少女と異文化交流（2025年夏、TOKYO MXほか） - 原作はニコニコ静画連載の同名の漫画

### その他の小説
- ゲーセンで出会った不思議な子の話（2012年）

## 関連文献
- 川﨑寧生　『日本の「ゲームセンター」史 娯楽施設としての変遷と社会的位置づけ』　福村出版、2022年。ISBN 978-4-571-41070-3。